# Piet Teughels
 (janvier 2016).
Si vous disposez d'ouvrages ou d'articles de référence ou si vous connaissez des sites web de qualité traitant du thème abordé ici, merci de compléter l'article en donnant les références utiles à sa vérifiabilité et en les liant à la section « Notes et références ».
Piet Teughels est un footballeur belge devenu entraîneur. 
Il dirige les joueurs du FC Malines à deux reprises, lors de la saison 1968-1969 puis à nouveau lors de la saison 1978-1979.